# David Bell (football)
Pour les articles homonymes, voir David Bell et Bell.
Pour l’article ayant un titre homophone, voir David Belle.
David Anthony Bell (né le 21 janvier 1984 à Kettering en Angleterre) est un footballeur irlandais. Il joue en tant que milieu de terrain pour le club de Notts County.

## Carrière en club
David Bell est recruté par Coventry City le 30 janvier 2009 où il signe un contrat de trois ans et demi. Son premier but sous ses nouvelles couleurs est inscrit contre les Doncaster Rovers le 21 mars 2009, but qui donne la victoire à son équipe (1-0). Le 4 août 2011, il signe un nouveau contrat qui le lie à Coventry jusqu'en 2015.
Le 19 juillet 2013 il rejoint le Notts County.